# بيت فيشان (أفلح اليمن)

تعديل مصدري - تعديل

بيت فيشان هي إحدى قرى عزلة الجوان والقطابية بمديرية أفلح اليمن التابعة لمحافظة حجة، بلغ تعداد سكانها 242 نسمة حسب تعداد اليمن لعام 2004.